# Kaique Alves
Kaique Alves, född 12 december 2000, är en brasiliansk simmare.

## Karriär
I december 2021 var Alves en del av Brasiliens kapplag tillsammans med Fernando Scheffer, Murilo Sartori och Breno Correia som tog brons på 4×200 meter frisim vid kortbane-VM i Abu Dhabi. Han var även en del av kapplaget på 4×100 meter frisim som kvalificerade sig för finalen men som väl där blev diskvalificerade efter en felaktig växling mellan Gabriel Santos och Fernando Scheffer.